# Brasil nos Jogos Parapan-Americanos de 2019
O Brasil competiu nos Jogos Parapan-Americanos de 2019 em Lima, no Peru durante os dias 23 de agosto e 1º de setembro de 2019.
A delegação brasileira nos VI Jogos Parapan-Americanos foi composta por 337 atletas, totalizando 512 integrantes, entre os quais atletas-guias, calheiros, goleiros e pilotos, sendo a maior delegação da história dos Jogos Parapan-Americanos.
O principal objetivo da delegação brasileira era de manter a hegemonia continental que dura desde a edição do Parapan Rio-2007, em que a equipe terminou sempre na primeira colocação no quadro geral de medalhas.
O Parapan de Lima marcou a inclusão de três novas modalidades no programa de competição: Parabadminton, Parataekwondo e Tiro esportivo.
A edição deu vaga direta em quatro modalidades para os Jogos Paralímpicos de Tóquio 2020. Sendo elas, basquetebol em cadeiras de roda, rugby em cadeira de rodas, tênis em cadeiras de rodas e vôlei sentado.
Em 22 de agosto de 2019, o jogador de goalball Leomon Moreno foi nomeado a porta-bandeira da equipe durante a cerimônia de abertura. Leomon é medalhista paralímpico de prata e bronze e considerado o melhor jogador de goalball do mundo
No dia 1º de setembro, o Comitê Paralímpico Brasileiro (CPB) anunciou que Maciel  Sousa Santos, atleta da bocha, seria o porta-bandeira da cerimônia de encerramento dos jogos. Maciel é campeão paralímpico e foi medalhista de ouro e prata em Lima.
O país terminou os Jogos de Lima 2019 com o tetracampeonato, conquistando, também, o seu melhor resultado da história, superando os Jogos de Toronto tanto no número de medalhas de ouro quanto no total de medalhas.
Nos jogos de Lima, a delegação brasileira quebrou outros dois recordes: o de país que mais conquistou ouros em uma edição, com 124 medalhas de ouro, e o país que mais conquistou medalhas no geral em uma mesma edição, com 308, superando o até então recorde do México, nos Jogos da Cidade do México de 1999, que havia conquistado 121 medalhas de ouro e 307 no total.

## Medalhistas
| Nome | Esporte                         | Evento                                 | Gênero    | Dia | Medalha |
| --- | ------------------------------- | -------------------------------------- | --------- | --- | ------- |
| Giulia Pereira | Judô                            | Até 52 kg                              | Feminino  | 24  | Ouro    |
| Paulo Salmin | Para-Tênis de mesa              | Individual Classe 7                    | Masculino | 24  | Ouro    |
| Geraldo Rosenthal | Para-Tiro desportivo            | Pistola 50m SH1                        | Misto     | 24  | Ouro    |
| Joyce de Oliveira | Para-Tênis de mesa              | Individual Classe 4                    | Feminino  | 24  | Ouro    |
| Izabela Campos | Paratletismo                    | Lançamento de disco F11                | Feminino  | 24  | Ouro    |
| Thiago Paulino | Paratletismo                    | Arremesso de peso F57                  | Masculino | 24  | Ouro    |
| Danielle Rauen | Para-Tênis de mesa              | Individual Classe 8-10                 | Feminino  | 24  | Ouro    |
| Luiz Manara | Para-Tênis de mesa              | Individual Classe 8                    | Masculino | 24  | Ouro    |
| Carlos Carbinatti | Para-Tênis de mesa              | Individual Classe 10                   | Masculino | 24  | Ouro    |
| Elizabeth Rodrigues Gomes | Paratletismo                    | Lançamento do disco F53                | Feminino  | 24  | Ouro    |
| Jerusa Geber | Paratletismo                    | 200m T11                               | Feminino  | 24  | Ouro    |
| Luan Pimentel | Judô                            | Até 73 kg                              | Masculino | 25  | Ouro    |
| Lúcia Teixeira | Judô                            | Até 57 kg                              | Feminino  | 25  | Ouro    |
| Meg Emmerich | Judô                            | Mais de 70 kg                          | Feminino  | 25  | Ouro    |
| Alessandro Rodrigo Silva | Paratletismo                    | Lançamento do disco F11                | Masculino | 25  | Ouro    |
| Gabriela Mendonça | Paratletismo                    | Salto em distância T11/T12             | Feminino  | 25  | Ouro    |
| Vítor Antônio de Jesus | Paratletismo                    | 400m T37                               | Masculino | 25  | Ouro    |
| Sandro Varelo | Paratletismo                    | Lançamento do dardo F55                | Masculino | 25  | Ouro    |
| Carlos Farrenberg | Para-Natação                    | 100 metros livre S13                   | Masculino | 25  | Ouro    |
| Daniel Dias | Para-Natação                    | 50 metros costas S5                    | Masculino | 25  | Ouro    |
| Caio Vinícius da Silva | Paratletismo                    | Arremesso do peso F12                  | Masculino | 25  | Ouro    |
| Débora Carneiro | Para-Natação                    | 100 metros peito SB14                  | Feminino  | 25  | Ouro    |
| Vanilton do Nascimento Filho | Para-Natação                    | 100 metros borboleta S9                | Masculino | 25  | Ouro    |
| Mauro Evaristo de Sousa | Paratletismo                    | Arremesso do peso F63                  | Masculino | 25  | Ouro    |
| Phelipe Rodrigues | Para-Natação                    | 100 metros livre S10                   | Masculino | 25  | Ouro    |
| Petrúcio Ferreira | Paratletismo                    | 400m T47                               | Masculino | 25  | Ouro    |
| Edson Pinheiro | Paratletismo                    | 100m T38                               | Masculino | 25  | Ouro    |
| Phelipe Rodrigues | Para-Natação                    | 200 metros medley individual SM10      | Masculino | 26  | Ouro    |
| Geraldo Rosenthal | Para-Tiro desportivo            | Pistola de ar 10m SH1                  | Masculino | 26  | Ouro    |
| Agnaldo da Silva | Paratletismo                    | 100m T13                               | Masculino | 26  | Ouro    |
| Ruiter Silva | Para-Natação                    | 50 metros livre S9                     | Masculino | 26  | Ouro    |
| Claudiney Batista | Paratletismo                    | Lançamento do disco F56                | Masculino | 26  | Ouro    |
| Daniel Dias | Para-Natação                    | 50 metros livre S5                     | Masculino | 26  | Ouro    |
| Daniel Silva | Paratletismo                    | 400m T11                               | Masculino | 26  | Ouro    |
| Joana Neves | Para-Natação                    | 50 metros livre S5 (S3-S4)             | Feminino  | 26  | Ouro    |
| Rodrigo Parreira | Paratletismo                    | Salto em distância T36                 | Masculino | 26  | Ouro    |
| Matheus Rheine | Para-Natação                    | 400 metros livre S11                   | Masculino | 26  | Ouro    |
| Mateus Evangelista Cardoso | Paratletismo                    | 100m T37                               | Masculino | 26  | Ouro    |
| Jerusa Geber | Paratletismo                    | 100m T11                               | Feminino  | 26  | Ouro    |
| Ariosvaldo Fernandes | Paratletismo                    | 400m T53                               | Masculino | 26  | Ouro    |
| Jair Henrique Souza | Paratletismo                    | Lançamento do dardo F41                | Masculino | 26  | Ouro    |
| Maria Carolina Gomes Santiago | Para-Natação                    | 100 metros costas S12                  | Feminino  | 27  | Ouro    |
| Joyce de Oliveira Marliane Santos Thaís Severo | Para-Tênis de mesa              | Equipe Classe 2-5                      | Feminino  | 27  | Ouro    |
| Paulo Salmin Francisco Melo | Para-Tênis de mesa              | Equipe Classe 6-8                      | Masculino | 27  | Ouro    |
| Carlos Carbinatti Cláudio Moura Diego Moreira | Para-Tênis de mesa              | Equipe Classe 9-10                     | Masculino | 27  | Ouro    |
| Aloisio Lima Guilherme Marcião Iranildo Conceição | Para-Tênis de mesa              | Equipe Classe 1-2                      | Masculino | 27  | Ouro    |
| Fábio Bordignon | Paratletismo                    | 100m T35                               | Masculino | 27  | Ouro    |
| Daniel Martins | Paratletismo                    | 400m T20                               | Masculino | 27  | Ouro    |
| Lauro César Chaman | Para-Ciclismo de Pista          | Perseguição individual C4-5 masculino  | Masculino | 27  | Ouro    |
| Wendell Belarmino Pereira | Para-Natação                    | 100 metros livre S11                   | Masculino | 27  | Ouro    |
| Ana Karolina Soares Oliveira | Para-Natação                    | 100 metros costas S14                  | Feminino  | 27  | Ouro    |
| Jacques Francisco Ortega | Paratletismo                    | 1500m T13                              | Masculino | 27  | Ouro    |
| Andrey Garbe | Para-Natação                    | 100 metros costas S9                   | Masculino | 27  | Ouro    |
| Ariosvaldo Fernandes | Paratletismo                    | 100m T53                               | Masculino | 27  | Ouro    |
| Cecília Jerônimo de Araújo | Para-Natação                    | 400 metros livre S8(S7)                | Feminino  | 27  | Ouro    |
| Roberto Alcalde | Para-Natação                    | 100 metros peito SB5                   | Masculino | 27  | Ouro    |
| Laila Suzigan | Para-Natação                    | 100 metros peito SB5(SB4)              | Feminino  | 27  | Ouro    |
| Cícero Valdiran Lins Nobre | Paratletismo                    | Lançamento do dardo F57                | Masculino | 27  | Ouro    |
| Douglas Matera | Para-Natação                    | 100 metros costas S13                  | Masculino | 28  | Ouro    |
| Lucas Prado | Paratletismo                    | 100m T11                               | Masculino | 28  | Ouro    |
| Fabrício Junior Barros | Paratletismo                    | 100m T12                               | Masculino | 28  | Ouro    |
| Petrúcio Ferreira | Paratletismo                    | 100 T47                                | Masculino | 28  | Ouro    |
| Jhulia dos Santos | Paratletismo                    | 400m T11                               | Feminino  | 28  | Ouro    |
| Wallace de Oliveira | Paratletismo                    | Arremesso do peso F55                  | Masculino | 28  | Ouro    |
| Alessandro Rodrigo Silva | Paratletismo                    | Arremesso do peso F11                  | Masculino | 28  | Ouro    |
| Daniel Dias | Para-Natação                    | 100 metros livre S5                    | Masculino | 28  | Ouro    |
| Joana Neves | Para-Natação                    | 100 metros livre                       | Feminino  | 28  | Ouro    |
| Gabriel Cristinano Silva de Souza | Para-Natação                    | 100 metros borboleta S8                | Masculino | 28  | Ouro    |
| Vítor Antônio de Jesus | Paratletismo                    | 200m T37                               | Masculino | 28  | Ouro    |
| Cecília Jerônimo de Araújo | Para-Natação                    | 100 metros borboleta S8                | Feminino  | 28  | Ouro    |
| Phelipe Rodrigues | Para-Natação                    | 50 metros livre S10                    | Masculino | 28  | Ouro    |
| Gilberto Lourenço Leandro da Silva Daniel da Silva Fabrício da Silva Daniel Yoshizawa Wellington Platini Renato de Oliveira Wescley Conceição Diogo Rebouças Samuel Henrique Anderson Rodrigues Leandro da Silva                                                                                            | Voleibol sentado                | Equipe                                 | Masculino | 28  | Ouro    |
| Raíssa Rocha Machado | Paratletismo                    | Lançamento do dardo F56                | Feminino  | 28  | Ouro    |
| Wendell Belarmino Pereira | Para-Natação                    | 200 metros medley individual SM11      | Masculino | 28  | Ouro    |
| Daniel Dias Lucas Mozela Phelipe Rodrigues Vanilton do Nascimento Filho | Para-Natação                    | Revezamento 4x100 metros medley 34pts  | Masculino | 28  | Ouro    |
| Lucas Mozela | Para-Natação                    | 200 metros medley individual SM9       | Masculino | 29  | Ouro    |
| Maria Carolina Santiago | Para-Natação                    | 400 metros livre S13(S12)              | Feminino  | 29  | Ouro    |
| João de França Júnior | Para-Levantamento de peso       | - 49 kg                                | Masculino | 29  | Ouro    |
| Maria Luzineide Santos | Para-Levantamento de peso       | -50 kg                                 | Feminino  | 29  | Ouro    |
| Douglas Matera | Para-Natação                    | 400 metros livre S13(S12)              | Masculino | 29  | Ouro    |
| Bruno Pinheiro Carra | Para-Levantamento de peso       | -54 kg                                 | Masculino | 29  | Ouro    |
| Daniel Dias | Para-Natação                    | 50 metros borboleta S5                 | Masculino | 29  | Ouro    |
| Joana Neves | Para-Natação                    | 50 metros borboleta S5 (S1-S4)         | Feminino  | 29  | Ouro    |
| Wendell Belarmino Pereira | Para-Natação                    | 50 metros livre S11                    | Masculino | 29  | Ouro    |
| Phelipe Rodrigues | Para-Natação                    | 100 metros borboleta S10               | Masculino | 29  | Ouro    |
| Thomaz Matera | Para-Natação                    | 50 metros livres S12                   | Masculino | 29  | Ouro    |
| Maria Carolina Gomes Santiago | Para-Natação                    | 50 metros livres S12                   | Feminino  | 29  | Ouro    |
| Carlos Farrenberg | Para-Natação                    | 50 metros livre S13                    | Masculino | 29  | Ouro    |
| Cecília Jerônimo de Araújo | Para-Natação                    | 50 metros livre S8                     | Feminino  | 30  | Ouro    |
| Mariana D'Andrea | Para-Levantamento de peso       | 61 kg & 67 kg AH                       | Feminino  | 30  | Ouro    |
| Daniel Dias | Para-Natação                    | 200 metros livre S5(S4)                | Masculino | 30  | Ouro    |
| Ezequiel de Souza | Para-Levantamento de peso       | - 72 kg                                | Masculino | 30  | Ouro    |
| Joana Neves | Para-Natação                    | 200 metros livre S5 (S3-S4)            | Feminino  | 30  | Ouro    |
| Ruiter Silva | Para-Natação                    | 100 metros livre S9                    | Masculino | 30  | Ouro    |
| Gabriel dos Santos | Para-Natação                    | 50 metros livre S2(S1)                 | Masculino | 30  | Ouro    |
| Gabriel Cristiano Silva de Sousa | Para-Natação                    | 50 metros livre S8                     | Masculino | 30  | Ouro    |
| Wendell Belarmino Pereira | Para-Natação                    | 100 metros borboleta S11               | Masculino | 30  | Ouro    |
| Douglas Matera | Para-Natação                    | 100 metros borboleta S13(S12)          | Masculino | 30  | Ouro    |
| Luan de Lacerda Maicon Junior dos Santos Mendes Cássio Lopes dos Reis Jardiel Vieira Soares Jeferson da Conceição Raimundo Nonato Alves Tiago da Silva Ricardo Alves Gledson da Paixão Barros Matheus da Costa Coelho                                                                                       | Futebol de 5                    | Equipe                                 | Masculino | 30  | Ouro    |
| Silvana Mayara | Para-Taekwondo                  | K44 -58 kg                             | Feminino  | 30  | Ouro    |
| Beatriz Carneiro | Para-Natação                    | 200 metros medley individual SM14      | Masculino | 30  | Ouro    |
| Nathan Sodário | Para-Taekwondo                  | K44 -61 kg                             | Masculino | 30  | Ouro    |
| Phelipe Rodrigues | Para-Natação                    | 400 metros livre S10                   | Masculino | 30  | Ouro    |
| Esthefany de Oliveira | Para-Natação                    | 200 metros medley individual SM5       | Feminino  | 31  | Ouro    |
| Cecília Jerônimo de Araújo | Para-Natação                    | 100 metros livre S8                    | Feminino  | 31  | Ouro    |
| Edênia Garcia | Para-Natação                    | 50 metros costas S3(S1-S2)             | Feminino  | 31  | Ouro    |
| Evelyn de Oliveira | Bocha                           | Individual BC3                         | Misto     | 31  | Ouro    |
| Maciel Santos | Bocha                           | Individual BC2                         | Misto     | 31  | Ouro    |
| Moacir Fernando Mao João Victor Cortes Heitor Luiz Camposano João Batista de Araújo Hebert Oviedo Leandro Giovani Ubirajara Magalhães Evandro de Oliveira Gomes Jefferson Miranda Cardoso César Batista de Aguiar Jan Francisco Brito da Costa Wesley dos Santos Jefferson Delmonde Lucas Henrique da Silva | Futebol de 7                    | Equipe                                 | Masculino | 31  | Ouro    |
| Evânio da Silva | Para-Levantamento de peso       | 88 kg & 97 kg AH                       | Masculino | 31  | Ouro    |
| Mikaela Almeida | Para-Badminton                  | Individual SU5                         | Feminino  | 31  | Ouro    |
| Julio Godoy Marcelo Conceição | Para-Badminton                  | Duplas WH1-WH2                         | Masculino | 31  | Ouro    |
| Maria Carolina Gomes Santiago | Para-Natação                    | 100 metros livre S12                   | Feminino  | 31  | Ouro    |
| Eduardo Oliveira | Para-Badminton                  | Individual SU5                         | Masculino | 31  | Ouro    |
| Laila Suzigan | Para-Natação                    | 200 metros medley individual SM6       | Feminino  | 31  | Ouro    |
| Simone Rocha Jéssica Vitorino Ana Carolina Custódio Gleyse Henrique Ana Gabriely Assunção Victória Nascimento | Goalball                        | Equipe                                 | Feminino  | 31  | Ouro    |
| Lucas Mozela | Para-Natação                    | 100 metros peito SB9                   | Masculino | 31  | Ouro    |
| José Roberto Oliveira Alex de Melo Leomon Moreno Josemarcio Sousa Romário Marques Emerson da Silva | Goalball                        | Equipe                                 | Masculino | 31  | Ouro    |
| Gabriel dos Santos | Para-Natação                    | 100 metros livre S2 (S1)               | Masculino | 31  | Ouro    |
| Phelipe Rodrigues Ruiter Silva Talisson Glock Vanilton do Nascimento Filho | Para-Natação                    | Revezamento 4x100 metros livre 34pts   | Masculino | 31  | Ouro    |
| Evelyn de Oliveira Antônio Leme Mateus Carvalho | Bocha                           | Duplas BC3                             | Misto     | 01  | Ouro    |
| Vitor Gonçalves Tavares | Para-Badminton                  | Individual SS6                         | Masculino | 01  | Ouro    |
| Eduardo Pimenta | Para-Ciclismo de Estrada        | Corrida em estrada H3-5                | Masculino | 01  | Ouro    |
| Lauro César Chaman | Para-Ciclismo de Estrada        | Corrida em estrada C4-5                | Masculino | 01  | Ouro    |
| Arthur Cavalcanti | Judô                            | Até 90 kg                              | Masculino | 24  | Prata   |
| Alexandre Galgani | Para-Tiro desportivo            | Rifle de ar 10m SH2                    | Misto     | 24  | Prata   |
| Aloisio Lima | Para-Tênis de mesa              | Individual Classe 1                    | Masculino | 24  | Prata   |
| Claudiney Batista | Paratletismo                    | Arremesso de peso F57                  | Masculino | 24  | Prata   |
| Jennyfer Marques Parinos | Para-Tênis de mesa              | Individual Classe 8-10                 | Feminino  | 24  | Prata   |
| João Victor Teixeira de Souza | Paratletismo                    | Lançamento de disco F37                | Masculino | 24  | Prata   |
| Eziquiel Babes | Para-Tênis de mesa              | Individual Classe 4                    | Masculino | 24  | Prata   |
| Claudio Moura | Para-Tênis de mesa              | Individual Classe 10                   | Masculino | 24  | Prata   |
| Marliane Santos | Para-Tênis de mesa              | Individual Classe 2-3                  | Feminino  | 24  | Prata   |
| Thalita Vitória Simplício | Paratletismo                    | 200m T11                               | Feminino  | 24  | Prata   |
| Alana Maldonado | Judô                            | Até 70 kg                              | Feminino  | 25  | Prata   |
| José Perdigão Maia | Para-Natação                    | 100m costas S11                        | Masculino | 25  | Prata   |
| Regiane Nunes Silva | Para-Natação                    | 100m costas S11                        | Feminino  | 25  | Prata   |
| Rebecca Silva | Judô                            | Mais de 70 kg                          | Feminino  | 25  | Prata   |
| Geraldo Rosenthal | Para-Tiro desportivo            | Pistola 25m SH1                        | Misto     | 25  | Prata   |
| Clelia Vitoria Rodrigues | Paratletismo                    | Salto em distância T11/T12             | Feminino  | 25  | Prata   |
| Tascitha Oliveira Cruz | Paratletismo                    | 200m T36                               | Feminino  | 25  | Prata   |
| Douglas Matera | Para-Natação                    | 100 metros livre S13                   | Masculino | 25  | Prata   |
| Beatriz Carneiro | Para-Natação                    | 100 metros peito SB14                  | Feminino  | 25  | Prata   |
| Ruiter Silva | Para-Natação                    | 100 metros borboleta S9                | Masculino | 25  | Prata   |
| Yagonny Reis de Souza | Paratletismo                    | 1500m T46                              | Masculino | 25  | Prata   |
| Wallace de Oliveira | Paratletismo                    | Lançamento do dardo F55                | Masculino | 25  | Prata   |
| Rayane Soares da Silva | Paratletismo                    | 100m T13                               | Feminino  | 25  | Prata   |
| Carlos Garletti | Para-Tiro desportivo            | Rifle deitado 50m SH1                  | Misto     | 26  | Prata   |
| Adriano Sérgio | Para-Tiro desportivo            | Pistola de ar 10m SH1                  | Masculino | 26  | Prata   |
| Tuany Priscila Barbosa | Paratletismo                    | Arremesso do peso F57                  | Feminino  | 26  | Prata   |
| Gabriel dos Santos | Para-Natação                    | 200 metros livre S2 (S1-S2)            | Masculino | 26  | Prata   |
| João Pedro Drumond Olivia | Para-Natação                    | 50 metros livre S9                     | Masculino | 26  | Prata   |
| João Victor Teixeira de Souza | Paratletismo                    | Arremesso do peso F35/36/37            | Masculino | 26  | Prata   |
| Felipe Gomes | Paratletismo                    | 400m T12                               | Masculino | 26  | Prata   |
| Patrícia Pereira dos Santos | Para-Natação                    | 50 metros livre S5 (S3-S4)             | Feminino  | 26  | Prata   |
| Verônica Hipólito | Paratletismo                    | 200m T37                               | Feminino  | 26  | Prata   |
| Felipe Caltran Vila Real | Para-Natação                    | 200 metros livre S14                   | Masculino | 26  | Prata   |
| Ana Karolina Soares Oliveira | Para-Natação                    | 200 metros livre S14                   | Feminino  | 26  | Prata   |
| Marcia Cristina de Almeida | Paratletismo                    | Lançamento do dardo F11/12/13          | Feminino  | 26  | Prata   |
| Wendell Belarmino Pereira | Para-Natação                    | 400 metros livre S11                   | Masculino | 26  | Prata   |
| Guilherme Batista | Para-Natação                    | 100 metros peito SB13                  | Masculino | 26  | Prata   |
| Thalita Vitória Simplício | Paratletismo                    | 100m T11                               | Feminino  | 26  | Prata   |
| Viviane Ferreira Soares | Paratletismo                    | 100m T12                               | Feminino  | 26  | Prata   |
| Thomaz Matera | Para-Natação                    | 100 metros costas S12                  | Masculino | 27  | Prata   |
| David Freitas Welder Knaf Ezequiel Babes | Para-Tênis de mesa              | Equipe Classe 3-5                      | Masculino | 27  | Prata   |
| Débora Rodriguez | Para-Tiro desportivo            | Pistola de ar 10m SH1                  | Feminino  | 27  | Prata   |
| Tascitha Oliveira Cruz | Paratletismo                    | 100m T36                               | Feminino  | 27  | Prata   |
| Verônica Hipólito | Paratletismo                    | 100m T37                               | Feminino  | 27  | Prata   |
| Mateus Evangelista Cardoso | Paratletismo                    | Salto em distância T37/38              | Masculino | 27  | Prata   |
| Matheus Rheine | Para-Natação                    | 100 metros livre S11                   | Masculino | 27  | Prata   |
| Regiane Nunes Silva | Para-Natação                    | 100 metros livre S11                   | Feminino  | 27  | Prata   |
| Lucas Mozela | Para-Natação                    | 100 metros costas S9                   | Masculino | 27  | Prata   |
| Mariana Gesteira Ribeiro | Para-Natação                    | 100 metros costas S10                  | Feminino  | 27  | Prata   |
| Esthefany de Oliveira | Para-Natação                    | 100 metros peito SB5(SB4)              | Feminino  | 27  | Prata   |
| Ítalo Pereira | Para-Natação                    | 100 metros costas S7                   | Masculino | 27  | Prata   |
| Rodrigo Parreira | Paratletismo                    | 100m T36                               | Masculino | 27  | Prata   |
| Leylane de Castro Moura | Paratletismo                    | Arremesso do peso F32/33/34            | Feminino  | 27  | Prata   |
| Felipe Gomes | Paratletismo                    | 100m T11                               | Masculino | 28  | Prata   |
| Yohansson Nascimento | Paratletismo                    | 100m T47                               | Masculino | 28  | Prata   |
| Ruiter Silva | Para-Natação                    | 400 metros livre S9(S8)                | Masculino | 28  | Prata   |
| Jenifer Martins dos Santos | Paratletismo                    | Salto em distância T36/37/38           | Feminino  | 28  | Prata   |
| Mateus Evangelista Cardoso | Paratletismo                    | 200m T37                               | Masculino | 28  | Prata   |
| Mariana Gesteira | Para-Natação                    | 50 metros livre S10                    | Feminino  | 28  | Prata   |
| Thalia de Souza Pereira | Paratletismo                    | Lançamento do disco F41                | Masculino | 28  | Prata   |
| Arisovaldo Fernandes Petrúcio Ferreira Verônica Hipólito Viviane Ferreira Soares | Paratletismo                    | 4X100m Universal                       | Masculino | 28  | Prata   |
| José Perdigão Maia | Para-Natação                    | 200 metros medley individual SM11      | Masculino | 28  | Prata   |
| Cecília Jerônimo de Araújo Laila Suzigan Maria Dayanne da Silva Mariana Gesteira | Para-Natação                    | Revezamento 4x100 metros medley 34pts  | Feminino  | 28  | Prata   |
| Gabrielle Marchi Edwarda Dias Gizele Maria Dias Adria Silva Pâmela Pereira Camila Leiria Nathalie Silva Géssica Thaís Jani Freitas Nurya Silva Laiana Rodrigues | Voleibol sentado                | Equipe                                 | Feminino  | 28  | Prata   |
| Ruiter Silva | Para-Natação                    | 200 metros medley individual SM9       | Masculino | 29  | Prata   |
| Lucilene da Silva Sousa | Para-Natação                    | 400 metros livre S13(S12)              | Feminino  | 29  | Prata   |
| Lara Sullivan | Para-Levantamento de peso       | 41 kg & 45 kg AH                       | Feminino  | 29  | Prata   |
| Talisson Glock | Para-Natação                    | 100 metros costas S6                   | Masculino | 29  | Prata   |
| Esthefany de Oliveira | Para-Natação                    | 50 metros borboleta S5 (S1-S4)         | Feminino  | 29  | Prata   |
| Matheus Rheine | Para-Natação                    | 50 metros livre S11                    | Masculino | 29  | Prata   |
| Regiane Nunes Silva | Para-Natação                    | 50 metros livre S11                    | Feminino  | 29  | Prata   |
| Lucilene da Silva Sousa | Para-Natação                    | 50 metros livres S12                   | Feminino  | 29  | Prata   |
| Douglas Matera | Para-Natação                    | 50 metros livre S13                    | Masculino | 29  | Prata   |
| Luciano Bezerra Dantas | Para-Levantamento de peso       | -59 kg                                 | Masculino | 30  | Prata   |
| Lauro César Chaman | Para-Ciclismo de Estrada        | Contra relógio C1-2                    | Masculino | 30  | Prata   |
| Vanilton do Nascimento Filho | Para-Natação                    | 100 metros livre S9                    | Masculino | 30  | Prata   |
| José Perdigão Maia | Para-Natação                    | 100 metros borboleta S11               | Masculino | 30  | Prata   |
| Thomaz Matera | Para-Natação                    | 100 metros borboleta S13(S12)          | Masculino | 30  | Prata   |
| Cristhiane Neves | Para-Taekwondo                  | K44 -58 kg                             | Feminino  | 30  | Prata   |
| Débora Carneiro | Para-Natação                    | 200 metros medley individual SM14      | Masculino | 30  | Prata   |
| Laila Suzigan | Para-Natação                    | 50 metros livre S6                     | Masculino | 30  | Prata   |
| Joana Neves | Para-Natação                    | 200 metros medley individual SM5       | Feminino  | 31  | Prata   |
| Maiara Barreto | Para-Natação                    | 50 metros costas S3(S1-S2)             | Feminino  | 31  | Prata   |
| José Carlos Oliveira | Bocha                           | Individual BC1                         | Masculino | 31  | Prata   |
| Tayana de Souza | Para-Levantamento de peso       | 79 kg, 97 kg & +86 kg AH               | Feminino  | 31  | Prata   |
| Rogerio Júnior de Oliveira | Para-Badminton                  | Individual SL4                         | Masculino | 31  | Prata   |
| Rodolfo Cano Rômulo Soares | Para-Badminton                  | Duplas WH1-WH2                         | Masculino | 31  | Prata   |
| Thomaz Matera | Para-Natação                    | 100 metros livre S12                   | Masculino | 31  | Prata   |
| Lucilene da Silva Sousa | Para-Natação                    | 100 metros livre S12                   | Feminino  | 31  | Prata   |
| Talisson Glock | Para-Natação                    | 200 metros medley individual SM6 (SM5) | Masculino | 31  | Prata   |
| Ricardo Cavalli | Para-Badminton                  | Individual SU5                         | Masculino | 31  | Prata   |
| Gabriel Cristiano Silva de Souza | Para-Natação                    | 100 metros livre S8                    | Masculino | 31  | Prata   |
| Débora Bezerra | Para-Taekwondo                  | K44 +58 kg                             | Feminino  | 31  | Prata   |
| Leonardo Zuffo | Para-Badminton                  | Individual SL3                         | Masculino | 31  | Prata   |
| Wendell Belarmino Pereira | Para-Natação                    | 100 metros peito SB11                  | Masculino | 31  | Prata   |
| Douglas Matera | Para-Natação                    | 200 metros medley individual SM13      | Masculino | 31  | Prata   |
| Laila Suzigan | Para-Natação                    | 100 metros livre S6                    | Feminino  | 31  | Prata   |
| Eliseu dos Santos Marcelo dos Santos (bocha) Ercileide Laurinda | Bocha                           | Duplas BC4                             | Misto     | 01  | Prata   |
| José Carlos Oliveira Guilherme Moraes Maciel Santos Natali de Faria | Bocha                           | Equipe BC1/BC2                         | Misto     | 01  | Prata   |
| Conrado Contessi | Para-Tênis de mesa              | Individual Classe 1                    | Masculino | 24  | Bronze  |
| Karla Cardoso | Judô                            | Até 52 kg                              | Feminino  | 24  | Bronze  |
| Welder Knaf | Para-Tênis de mesa              | Individual Classe 3                    | Masculino | 24  | Bronze  |
| Bruno Kiefer | Para-Tiro desportivo            | Rifle de ar 10m SH2                    | Misto     | 24  | Bronze  |
| Alexandre Ank | Para-Tênis de mesa              | Individual Classe 4                    | Masculino | 24  | Bronze  |
| Iranildo Conceição | Para-Tênis de mesa              | Individual Classe 2                    | Masculino | 24  | Bronze  |
| Guilherme Marcião | Para-Tênis de mesa              | Individual Classe 2                    | Masculino | 24  | Bronze  |
| Adriano Sérgio | Para-Tiro desportivo            | Pistola 50m SH1                        | Misto     | 24  | Bronze  |
| Thiego Marques | Judô                            | Até 60 kg                              | Masculino | 24  | Bronze  |
| Lethicia Lacerda | Para-Tênis de mesa              | Individual Classe 8-10                 | Feminino  | 24  | Bronze  |
| Antônio Tenório | Judô                            | Mais de 100 kg                         | Masculino | 24  | Bronze  |
| Fábio Bordignon | Paratletismo                    | 200m T35                               | Masculino | 24  | Bronze  |
| Catia Oliveira | Para-Tênis de mesa              | Individual Classe 2-3                  | Feminino  | 24  | Bronze  |
| Lucas Carvalho | Para-Tênis de mesa              | Individual Classe 9                    | Masculino | 24  | Bronze  |
| Ramon da Silva | Para-Tênis de mesa              | Individual Classe 9                    | Masculino | 24  | Bronze  |
| Jacques Francisco | Paratletismo                    | 5000m T13                              | Masculino | 24  | Bronze  |
| Jair Henrique Souza | Paratletismo                    | Arremesso de peso F40/41               | Masculino | 24  | Bronze  |
| Lorena Spoladore | Paratletismo                    | 200m T11                               | Feminino  | 24  | Bronze  |
| Viviane Ferreira Soares | Paratletismo                    | 200m T12                               | Feminino  | 24  | Bronze  |
| Harlley Pereira | Judô                            | Até 81 kg                              | Masculino | 25  | Bronze  |
| Davi Wilker de Souza | Paratletismo                    | 400m T13                               | Masculino | 25  | Bronze  |
| Tuany Priscila Barbosa | Paratletismo                    | Lançamento do disco F57                | Feminino  | 25  | Bronze  |
| Laila Suzigan | Para-Natação                    | 400 metros livre S6                    | Feminino  | 25  | Bronze  |
| Tisbe de Souza Andrade | Para-Natação                    | 50 metros costas S5(S4)                | Feminino  | 25  | Bronze  |
| Marivana Oliveira | Paratletismo                    | Arremesso do peso F35/36/37            | Feminino  | 25  | Bronze  |
| Cecília Jeronimo de Araújo | Para-Natação                    | 100 metros costas S8                   | Feminino  | 25  | Bronze  |
| Felipe Caltran Vila Real | Para-Natação                    | 100 metros peito SB14                  | Masculino | 25  | Bronze  |
| Mariana Gesteira | Para-Natação                    | 100 metros livre S10                   | Feminino  | 25  | Bronze  |
| Fernanda Yara da Silva | Paratletismo                    | 200m T47                               | Feminino  | 25  | Bronze  |
| Jenifer Martins dos Santos | Paratletismo                    | 100m T38                               | Feminino  | 26  | Bronze  |
| Marcia Fanhani | Para-Ciclismo de Pista          | Perseguição individual B 3000m         | Feminino  | 26  | Bronze  |
| Bruno Becker | Para-Natação                    | 200 metros livre S2 (S1-S2)            | Masculino | 26  | Bronze  |
| Vanilton do Nascimento Filho | Para-Natação                    | 50 metros livre S9                     | Masculino | 26  | Bronze  |
| Fabrício Júnior Barros | Paratletismo                    | 400m T12                               | Masculino | 26  | Bronze  |
| Beatriz Carneiro | Para-Natação                    | 200 metros livre S14                   | Feminino  | 26  | Bronze  |
| Poliana Fátima Sousa | Paratletismo                    | Lançamento do dardo F54                | Feminino  | 26  | Bronze  |
| Izabela Campos | Paratletismo                    | Lançamento do dardo F11/12/13          | Feminino  | 26  | Bronze  |
| Thalia de Souza Pereira | Paratletismo                    | Arremesso do peso F40/41               | Feminino  | 26  | Bronze  |
| Jonatan da Silva | Paratletismo                    | 100m T37                               | Masculino | 26  | Bronze  |
| Lorena Spoladore | Paratletismo                    | 100m T11                               | Feminino  | 26  | Bronze  |
| Gabriela Mendonça | Paratletismo                    | 100m T12                               | Feminino  | 26  | Bronze  |
| Fernanda Yara da Silva | Paratletismo                    | 400m T47                               | Feminino  | 26  | Bronze  |
| Bruno Kiefer | Para-Tiro desportivo            | R5 - Rifle deitado 10m SH2             | Misto     | 27  | Bronze  |
| Marcia Fanhani | Para-Ciclismo de Pista          | Contra o relógio 1000m B               | Feminino  | 27  | Bronze  |
| Gabriel dos Santos | Para-Natação                    | 50 metros costas S2(S1)                | Masculino | 27  | Bronze  |
| José Perdigão Maia | Para-Natação                    | 100 metros livre S11                   | Masculino | 27  | Bronze  |
| Felipe Caltran Vila Real | Para-Natação                    | 100 metros costas S14                  | Masculino | 27  | Bronze  |
| André Luís da Rocha | Paratletismo                    | Arremesso do peso F53/54               | Masculino | 27  | Bronze  |
| Phelipe Rodrigues | Para-Natação                    | 100 metros costas S10                  | Masculino | 27  | Bronze  |
| Ketyla Paula Pereira | Paratletismo                    | 400m T12                               | Feminino  | 28  | Bronze  |
| Sandro Varelo | Paratletismo                    | Arremesso do peso F55                  | Masculino | 28  | Bronze  |
| Poliana Fátima Sousa | Paratletismo                    | Lançamento do dardo F54                | Feminino  | 28  | Bronze  |
| Vanilton Nascimento | Para-Natação                    | 400 metros livre S9(S8)                | Masculino | 28  | Bronze  |
| Patrícia Pereira dos Santos | Para-Natação                    | 100 metros livre                       | Feminino  | 28  | Bronze  |
| Izabela Campos | Paratletismo                    | Arremesso do peso F12                  | Feminino  | 28  | Bronze  |
| Francisco Jefferson de Lima | Paratletismo                    | Lançamendo do dardo F64                | Masculino | 28  | Bronze  |
| Felipe Caltran Vila Real | Para-Natação                    | 100 metros borboleta S14               | Masculino | 28  | Bronze  |
| Lucas dos Santos | Para-Levantamento de peso       | - 49 kg                                | Masculino | 29  | Bronze  |
| Rene da Silva Souza | Para-Levantamento de peso       | - 55 kg                                | Feminino  | 29  | Bronze  |
| Guilherme Batista Silva | Para-Natação                    | 400 metros livre S13(S12)              | Masculino | 29  | Bronze  |
| Gabriel dos Santos | Para-Natação                    | 50 metros borboleta S4(S1-S3)          | Masculino | 29  | Bronze  |
| Guilherme Batista Silva | Para-Natação                    | 50 metros livre S13                    | Masculino | 29  | Bronze  |
| Daniel Rodrigues | Tênis em cadeira de rodas       | Individual                             | Masculino | 30  | Bronze  |
| Eduardo Pimenta | Para-Ciclismo de Estrada        | Contra relógio H1-5                    | Misto     | 30  | Bronze  |
| Amanda Santos de Sousa | Para-Levantamento de peso       | - 73 kg                                | Feminino  | 30  | Bronze  |
| Esthefany de Oliveira | Para-Natação                    | 200 metros livre S5 (S3-S4)            | Feminino  | 30  | Bronze  |
| João Pedro Drumond Olivia | Para-Natação                    | 100 metros livre S9                    | Masculino | 30  | Bronze  |
| Bruno Becker | Para-Natação                    | 50 metros livre S2(S1)                 | Masculino | 30  | Bronze  |
| Cleonete Santos Gabriela Oliveira Perla Assunção Lucicleia Costa Maxcileide Ramos Ana Aurélia Rosa Débora Costa Adrienne de Souza Oara Uchoa Silvelane Oliveira Paola Klokler Vileide Almeida | Basquetebol em cadeira de rodas | Equipe                                 | Feminino  | 30  | Bronze  |
| Felipe Caltran Vila Real | Para-Natação                    | 200 metros medley individual SM14      | Masculino | 30  | Bronze  |
| Ana Karolina Soares Oliveira | Para-Natação                    | 200 metros medley individual SM14      | Masculino | 30  | Bronze  |
| Talisson Glock | Para-Natação                    | 50 metros livre S6                     | Masculino | 30  | Bronze  |
| Mateus Carvalho | Bocha                           | Individual BC3                         | Misto     | 31  | Bronze  |
| Ailton Bento | Para-Levantamento de peso       | -80 kg                                 | Masculino | 31  | Bronze  |
| Rodrigo Rosa | Para-Levantamento de peso       | 88 kg & 97 kg AH                       | Masculino | 31  | Bronze  |
| Leylianne Samara | Para-Taekwondo                  | K44 +58 kg                             | Feminino  | 31  | Bronze  |
| Mateus de Assis Silva | Para-Levantamento de peso       | - 107 kg                               | Masculino | 31  | Bronze  |
| Christian Porteiro | Para-Levantamento de peso       | +107 kg                                | Masculino | 31  | Bronze  |
| José Perdigão Maia | Para-Natação                    | 100 metros peito SB11                  | Masculino | 31  | Bronze  |
| Guilherme Batista Silva | Para-Natação                    | 200 metros medley individual SM13      | Masculino | 31  | Bronze  |
| Talisson Glock | Para-Natação                    | 100 metros livre S6                    | Masculino | 31  | Bronze  |
| Bruno Becker | Para-Natação                    | 100 metros livre S2 (S1)               | Masculino | 31  | Bronze  |
| Cecília Jerônimo de Araújo Joana Neves Laila Suzigan Mariana Gesteira | Para-Natação                    | Revezamento 4x100 metros livre 34pts   | Feminino  | 31  | Bronze  |
| Daniele Tôrres Souza | Para-Badminton                  | Individual WH2                         | Feminino  | 01  | Bronze  |
| Ricardo Cavalli Cintya da Silva Oliveira | Para-Badminton                  | Duplas SL3-SL5                         | Misto     | 01  | Bronze  |
| Marcia Fanhani | Para-Ciclismo de Estrada        | Corrida em estrada B                   | Feminino  | 01  | Bronze  |

| Esporte                         | Medalha de ouro | Medalha de prata | Medalha de bronze | Total |
| Paratletismo                    | 33              | 26               | 23                | 82    |
| Para-Badminton                  | 4               | 4                | 2                 | 10    |
| Basquetebol em cadeira de rodas | 0               | 0                | 1                 | 1     |
| Bocha                           | 3               | 3                | 1                 | 7     |
| Para-Ciclismo de Estrada        | 2               | 1                | 2                 | 5     |
| Para-Ciclismo de Pista          | 1               | 0                | 2                 | 3     |
| Futebol de 5                    | 1               | 0                | 0                 | 1     |
| Futebol de 7                    | 1               | 0                | 0                 | 1     |
| Goalball                        | 2               | 0                | 0                 | 2     |
| Judô                            | 4               | 3                | 4                 | 11    |
| Para-Levantamento de peso       | 6               | 3                | 7                 | 16    |
| Para-Natação                    | 53              | 45               | 29                | 127   |
| Rugby em cadeira de rodas       | 0               | 0                | 0                 | 0     |
| Para-Taekwondo                  | 2               | 2                | 1                 | 5     |
| Tênis em cadeira de rodas       | 0               | 0                | 1                 | 1     |
| Para-Tênis de mesa              | 9               | 6                | 9                 | 24    |
| Para-Tiro desportivo            | 2               | 5                | 3                 | 10    |
| Voleibol sentado                | 1               | 1                | 0                 | 2     |
| Total                           | 124             | 99               | 85                | 308   |

## Multi medalhistas
Atletas que ganharam 2 ouros ou mais:
| Atleta                        | Medalha de ouro | Medalha de prata | Medalha de bronze | Total |
| Phelipe Rodrigues             | 7               | 0                | 1                 | 8     |
| Daniel Dias                   | 5               | 0                | 0                 | 5     |
| Joana Neves                   | 4               | 2                | 1                 | 7     |
| Wendell Belarmino Pereira     | 4               | 2                | 0                 | 6     |
| Cecília Jerônimo de Araújo    | 4               | 1                | 2                 | 7     |
| Maria Carolina Gomes Santiago | 4               | 0                | 0                 | 4     |
| Douglas Matera                | 3               | 3                | 0                 | 6     |
| Ruiter Silva                  | 3               | 3                | 0                 | 6     |
| Lucas Mozela                  | 3               | 1                | 0                 | 4     |
| Laila Suzigan                 | 2               | 3                | 2                 | 7     |
| Vanilton do Nascimento Filho  | 2               | 1                | 2                 | 5     |
| Gabriel dos Santos            | 2               | 1                | 2                 | 5     |
| Ariosvaldo Fernandes          | 2               | 1                | 0                 | 3     |
| Gabriel Cristiano Silva       | 2               | 1                | 0                 | 3     |
| Geraldo Rosenthal             | 2               | 1                | 0                 | 3     |
| Lauro César Chaman            | 2               | 1                | 0                 | 3     |
| Petrúcio Ferreira             | 2               | 1                | 0                 | 3     |
| Geraldo Rosenthal             | 2               | 1                | 0                 | 3     |
| Alessandro Rodrigo Silva      | 2               | 0                | 0                 | 2     |
| Andrey Garbe                  | 2               | 0                | 0                 | 2     |
| Carlos Carbinatti             | 2               | 0                | 0                 | 2     |
| Carlos Farrenberg             | 2               | 0                | 0                 | 2     |
| Evelyn Oliveira               | 2               | 0                | 0                 | 2     |
| Jerusa Geber                  | 2               | 0                | 0                 | 2     |
| Joyce de Oliveira             | 2               | 0                | 0                 | 2     |
| Luiz Manara                   | 2               | 0                | 0                 | 2     |
| Paulo Salmin                  | 2               | 0                | 0                 | 2     |
| Vítor Antônio de Jesus        | 2               | 0                | 0                 | 2     |